# Mzuzu Stadium
Mzuzu Stadium – to wielofunkcyjny stadion w Mzuzu w Malawi. Jest obecnie używany głównie dla meczów piłki nożnej. Swoje mecze rozgrywają na nim drużyny piłkarskie Eagle Strikers, Juke Box FC i Moyale Barracks. Stadion może pomieścić 10 000 osób. 